# 최경환 (1955년)
최경환(崔炅煥, 1955년 2월 27일~)은 대한민국의 정치인이다.
행정고시 합격 후 경제관료로 20년 가량 기획재정부 공무원으로 재직하였고, 2004년 5월 제17대 국회의원으로 당선된 이래 제18·19·20대 국회의원을 연속하여 재직한 4선 국회의원이다.
박근혜 정부에서 "왕(王)장관"(야당 최재성 의원), "이 정권에서 최고 힘 있는 사람"(여당 김무성 의원), "권력 서열 3위에 들어가는 분"(야당 박범계 의원)등으로 칭해졌으며, 권력 실세로 불렸다.

## 생애
1955년 경상북도 경산에서 태어났다. 경주최씨 사성공파이다. 1973년에 대구고등학교를 졸업하고 연세대학교 경제학과에 진학하였으며, 대학교 재학 중인 1978년 제22회 행정고등고시에 합격하였다.
1980년에 청도군청에서 행정사무관 시보로 근무하고 1980년부터 1994년까지 경제기획원 경제기획국 대외경제조정실에서 근무하였다. 경제기획원 근무 중인 1984년에 위스콘신대 대학원에 입학하여 1986년에 경제학 석사 학위를 받았고,1991년에 경제학 박사 학위를 받았다. 1994년 재정경제원 국고국 서기관으로 근무하다가, 1995년 런던에 있는 유럽부흥개발은행(EBRD) 선임연구원(Senior Economist)으로 일하였다. 귀국하여 1997년 청와대 대통령비서실 경제수석실 보좌관, 1998년 4월부터 1999년 5월까지 예산청 기획관리실 법무담당관을 지냈다.
1999년 5월부터 2001년 11월까지 한국경제신문 논설위원, 2002년 4월부터 2002년 9월까지 한국경제신문 편집국 부국장을 맡았다. 2002년 9월부터 2002년 11월까지는 이회창 대통령 후보 경제특별보좌관을 맡았다. 2003년 2월부터 한국경제학회 이사를 맡고 있다.
2004년 제17대 국회의원에 당선되었고, 한나라당 정책위원회 제4정책조정위원장과 수도이전문제특별위원회 간사를 맡았다. 2008년에 최경환은 대구 도시철도 1호선을 대구와 경산의 경계선을 넘어 연장하는 것과 대구 경북 지역의 과학 기술 연구를 진흥하겠다고 약속했고, 제18대 국회의원에 당선되었다.
2009년 9월 19일부터 이명박 정부 제2대 지식경제부 장관을 맡았다.
2012년 제19대 국회의원에 당선되었다.
제19대 국회의원 중 최경환은 2012년 7월 5일부터 2012년 9월 5일까지 새누리당의 박근혜 대통령 경선후보 총괄본부장, 2012년 9월 5일부터 2012년 10월 7일까지 박근혜 대통령 후보 비서실장, 2013년 5월 15일부터 2014년 5월 7일까지 새누리당 원내대표, 2013년 6월 4일부터 2014년 5월 29일까지 국회정보위원회 상임위원 및 국회 운영위원회 위원장, 2014년 7월 16일부터 2016년 1월 12일까지 경제부총리 겸 기획재정부 장관으로 재직하였다.
2014년 7월 15일 부총리 겸 기획재정부 장관에 임명되었다. 부총리 겸 기획재정부 장관으로 취임 후 경기를 부양하고 내수를 진작하기 위해 일련의 부동산 대출 완화 및 기업의 사내유보금 과세 등의 정책을 내놓았다. 언론에서는 이를 초이노믹스라고 불렀다. 2015년 4월 20일 이완구 국무총리가 사임하자 사실상 직무대행이 되었다. 이완구가 제출한 사직서를 박근혜 대통령이 4월 27일에 수리한 이후 6월 17일까지 국무총리 권한대행 직을 수행했다.
2014년 10월 23일 최경환은 경제부총리실에서 국가정보원장이 보낸 국가정보원 기획조정실장을 접견하고, 국가정보원 예산으로 조성된 1억원을 뇌물로 수수하였다.
2018년 1월 최경환은 부총리 겸 기획재정부 장관이던 2014년 10월 23일 부총리 집무실에서 이헌수 국정원 기조실장으로부터 국정원 특수활동비로 조성된 1억 원을 뇌물로 받은 혐의로 재판에 넘겨졌다. 최경환은 이병기 당시 국정원장에게 청탁을 받고 2015년도 예산안에서 국정원 예산을 증액해 주는 등 편의를 제공한 것으로 조사됐다. 이에 대해 최경환 의원측은 "그런 사실이 전혀 없다."고 주장했으며, 만일 "의혹이 진실로 판명된다면 동대구역 앞에서 할복하겠다고 선언"했다. 2018년 6월 29일 서울중앙지법 형사합의21부(조의연 부장판사)는 특정범죄가중처벌법상 뇌물 혐의로 기소된 최경환에게 징역 5년과 벌금 1억5천만원, 추징금 1억원을 선고했다.
2019년 7월 11일 대법원은 특정범죄가중처벌법상 뇌물 혐의로 기소된 최경환의 상고심에서 징역 5년 및 벌금 1억 5,000만 원을 선고한 원심판결을 확정했고, 이에 따라 최경환은 의원직을 상실했다. 이 사건으로 구속되어 안양교도소에 수감됐다. 의원직 상실과 함께 자유한국당에서 출당 조치됐으며, 출소 및 복권된 현재도 국민의힘에 복당하지 못하고 있다.
2022년 3월 17일에 가석방되어 출소했다. 2022년 12월 말 복권된 그는 아직 복당할 수 없는 입장이었고, 2024년 4월 10일에 열릴 제22대 총선에 무소속으로 출마를 선언하며 경산 지역구 5선에 도전했다. 경산 지역 여론조사에서도 당시 현역이었던 윤두현 의원보다도 앞서 있어서 승리를 자신했고, 이 때문에 윤두현 의원은 결국 제22대 총선에 불출마했을 정도였다. 그러나 국민의힘 후보로 나온 조지연에게 밀려 낙선했다.

## 학력
- 1967년 남성국민학교 졸업
- 1970년 경산중학교 졸업
- 1973년 대구고등학교 졸업
- 1979년 연세대학교 경제학 학사 (1975학번)
- 1986년 위스콘신 대학교 대학원 경제학 석사
- 1991년 위스콘신 대학교 대학원 경제학 박사

## 경력
- 1978년: 제22회 행정고시 합격
- 1997년: 청와대 대통령비서실 경제수석실 보좌관
- 1998년 4월~1999년 5월: 예산청 기획관리실 법무담당관
- 1999년 5월~2000년 11월: 한국경제신문 논설위원
- 2002년 9월~2002년 11월: 이회창대통령후보 경제특별보좌관
- 2009년 9월~2011년 1월: 지식경제부 장관
- 2012년 7월~2014년 6월: 제6대 한국여자농구연맹 총재
- 2014년 7월~2016년 1월: 기획재정부 장관, 경제부총리
- 2015년 9월~2016년 1월: 제2기 지방자치발전위원회 위원
- 2004년 5월 30일~2016년 5월 29일: 제17대~제19대 국회의원(경북 경산시·청도군)
- 2016년 5월 30일~2019년 7월 11일: 제20대 국회의원(경북 경산시)

### 제17대 국회
- 2004년 5월 30일~2008년 5월 29일: 제17대 국회의원(경북 경산시·청도군, 한나라당, 초선)
- 한나라당 정책위원회 제4정책위원조정위원장
- 제17대 대통령인수위원회 경제 2분간위 간사
- 한나라당 수석정조위원회 위원장
- 한나라당 제3정조위원회 위원장

### 제18대 국회
- 2008년 5월 30일~2012년 5월 29일: 제18대 국회의원(경북 경산시·청도군, 한나라당→새누리당, 재선)
- 제18대 국회 기후변화 에너지대책 연구회 연구책임 의원
- 제18대 국회 전반기 기획재정위원회 간사
- 제18대 국회 조세소위원회 위원장
- 제18대 국회 전반기 기획재정위원회 위원
- 제18대 국회 전반기 예산결산특별위원회 위원
- 제18대 국회 계수소정소위원회 위원
- 제18대 국회 후반기 행정안전위원회 위원

### 제19대 국회
- 2012년 5월 30일~2016년 5월 29일: 제19대 국회의원(경북 경산시·청도군, 새누리당, 3선)
- 제19대 국회 미래에너지연구회 대표의원
- 제19대 국회 전반기 기획재정위원회 위원
- 제19대 국회 전반기 정보위원회 위원
- 제19대 국회 전~후반기 산업통상자원위원회 위원
- 제3대 새누리당 원내대표
- 제19대 국회 전반기 운영위원회 위원장
- 제19대 국회 후반기 정무위원회 위원

### 제20대 국회
- 2016년 5월 30일~2019년 7월 11일: 제20대 국회의원(경북 경산시, 새누리당→자유한국당, 4선)
- 제20대 국회 전반기 외교통일위원회 위원
- 제20대 국회 후반기 국방위원회 위원
- 제20대 국회 후반기 산업통상자원중소벤처기업위원회 위원
- 제20대 국회 후반기 외교통일위원회 위원
- 제20대 국회 후반기 국방위원회 위원
- 제20대 국회 후반기 산업통상자원중소벤처기업위원회 위원

## 국가정보원장으로부터 1억원 수수
최경환은 2014년 7월 16일부터 2016년 1월 12일까지 경제부총리 겸 기획재정부 장관으로 재직하였다.
2014년 7월에서 8월 경 국가정보원장 이병기는 최경환에게 전화하여 ‘2015년도 예산안이 국정원에서 제출한 안대로 편성될 수 있도록 해달라'는 취지로 요청하였고, 그 후 기획재정부는 전년도에 비해 472억 원이 증액된 예산안을 최종 편성하여 국회에 제출하였다.
이병기는 위와 같이 기획재정부의 2015년도 국가정보원 예산안이 전년도에 비해 상당액 증액된 데 대한 감사와 향후 예산안 심의·의결 과정에서 최경환의 영향력을 기대하면서 국가정보원장 특별사업비에서 1억 원을 조성하여 최경환에게 공여하기로 마음먹고, 2014년 10월 중순경 국가정보원 기획조정실장 이DD에게 국가정보원장 특별사업비에서 1억 원을 최경환에게 전달하라는 지시를 하였다.
이에 따라 이DD는 그 무렵 국가정보원 기획조정실 예산관 정EE 등을 통해 국가정보원에 설치된 금고에 보관 중인 500만 원(5만 원 권 100장) 묶음 10개 5,000만 원을 한 다발로 하여 2다발 합계 1억 원을 국가정보원에서 사용하는 서류가방에 넣어 준비하였다.
2014년 10월 중순경 이병기로부터 ‘기조실장을 보내 감사 인사를 할 것이니 한번 만나봐라’는 취지의 말을 듣을 들은 최경환은, 이를 승낙한 다음 경제부총리 비서실 직원들에게 국가정보원 기획조정실장의 방문일정을 조율하도록 지시하였다.
2014년 10월 23일 15:00경 최경환은 정부서울청사 1001호 경제부총리실 내 자신의 접견실에서 그 곳에 찾아온 국가정보원 기획조정실장 이DD로부터 현금 1억 원이 든 위 서류가방을 교부받고 이DD에게 ‘원장님께 고맙다고 전해달라’고 말하였다.
이로써 최경환은 경제부총리 겸 기재부장관으로서의 국가정보원 예산 편성 등 자신의 직무와 관련하여 국가정보원장 이병기로부터 1억 원의 뇌물을 수수하였다.
2018년 6월 29일 서울중앙지방법원 제21형사부는 최경환에게 특정범죄가중처벌등에관한법물위반(뇌물) 죄로 징역 5년 및 벌금 150,000,000원을 선고하고, 벌금과 추징금 100,000,000원 가납을 명령했다.
2019년 1월 17일 서울고등법원 형사13부(정형식 부장판사)는 특정범죄가중처벌법상 뇌물 혐의에 대해 1심과 같은 징역 5년, 벌금 1억 5,000만 원, 추징금 1억 원을 선고했다.
2019년 7월 11일 대법원에서 원심이 확정되어 의원직을 상실했다. 이에 따라 그는 5년형이 선고되어 안양교도소에 수감됐다. 의원직 상실과 함께 자유한국당에서 출당 조치됐고, 국민의힘으로 바뀐 현재도 복당하지 못하고 있다. 제22대 총선 유세 기간 중에 경산을 찾았던 한동훈 국민의힘 비상대책위원장은 최경환의 복당을 승인할 수 없다고 언급했다.
제20대 대선이 끝난 직후인 2022년 3월 17일에 가석방되어 출소했으며, 2022년 12월 28일 자로 잔여 형기에 대해 집행 면제 및 복권되었다.

## 논란

### 친박 공천개입 파문 논란
2016년 7월 18일 종합편성채널 TV조선은 윤상현 의원과 최경환 의원이 공천을 앞둔 김성회 예비후보와 나눈 통화내용을 공개하였다. 녹취록은 1월 말에 녹음이 되었으며 내용은 해당 지역구를 서청원이 먼저 자리를 잡았으니 김성회에게 다른 인접 지역구로 옮기라고 종용한 것으로서 총선 개입 의혹이 담겨 있었다. 이 일로 2017년 1월 당원권 정지 3년의 징계를 처분받았다. 이후 2017년 5월 친박 징계 해제 결정으로 인해 당원권 정지가 풀렸다.

### 세비반납 공약 파기 논란
지난 2016년 4월13일 치러진 국회의원 선거에 출마한 현 최경환 의원등 당시 새누리당 소속 후보자 40명은 국민을 상대로 조건부 세비 반납 약속을 했다.
이들은 갑을개혁, 일자리규제개혁, 청년독립, 4050자유학기제, 마더센터 등 대한민국을 위한 5대 개혁과제를 2017년 5월 31일까지 이행하지 못하면 1년치 세비를 국가에 기부 형태로 반납하겠다고 공언하였으며 .계약서를 작성하고“우리는 ‘대한민국과의 계약’에 서약합니다”라며 “서명일로부터 1년 후인 2017년 5월31일에도 5대 개혁과제가 이행되지 않을 경우, 새누리당 국회의원으로서 1년치 세비를 국가에 기부 형태로 반납할 것임을 엄숙히 서약합니다”라고 썼다. 거기다가 신문에 전면광고를 내고 이 광고를 1년간 보관해달라고 하였다. 이 약속에 이름을 올린 당시 후보는 40명이다. 이들 중 당선자는 27명(강석호, 강효상, 김광림, 김명연, 김무성, 김성태, 김순례, 김정재, 김종석, 박명재, 백승주, 오신환, 원유철, 유의동, 이만희, 이완영, 이우현, 이종명, 이철우, 장석춘, 정유섭, 조훈현, 지상욱, 최경환, 최교일, 홍철호)에 달한다.
그러나 국정농단 사태가 벌어지면서 5대과제의 이행은 하나도 되지 않았다. 공약 후 1년이 다되어 세비반납 공약이 논란이 되자 자유한국당 의원들은 이날 보도자료를 통해 "20대 총선에서 당선된 자유한국당 의원은 지난 1년간 5대 개혁과제 법안을 발의함으로써 계약 내용을 이행했다”고 말하였다.
그런데 이중 노동개혁을 위한 고용정책기본법 개정안은 마감 시한인 31일 전날 오전 발의됐되었으며 이들이 앞서 발의한 5개 법안은 이행이 된것이 하나도 없이 모두 해당 상임위에 계류 중인 상태다. 이를 두고 '법안 통과가 되지 않았는데 개혁 과제를 이행했다고 볼 수 있는가', 또 '세비 반납을 피하기 위해 졸속 발의한 것 아닌가' 등의 비판이 일고 있으며 약속했던 세비 반납의 조건이 '과제 이행' 여부였다는 점에서 법안 발의만으로는 약속을 이행했다고 할 수 있는지에 대해서는 논란이 되고 있다.

### 영국 공무출장 동행한 딸 공관차량으로 관광 논란
강경화 외교부장관 후보에 대한 청문회에서 공직자 딸은 사업을 하지 말아야 한다고 지적했지만 오히려 과거 자신의 딸과 관련된 과거 처신이 논란이 되고 있다. 주영국대사관 직원의 증언에 따르면 2015년 OECD 각료회의 참석차 영국을 방문할 때 딸을 관광목적차 동행하여 데려온 후, 최 의원은 동행한 딸의 여행 일정까지 챙겼으며 대사관 공관차량 이용은 물론, 대사관 직원들에게 자신의 딸이 가야 할 관광지와 맛집 추천 (맛집에서 가장 맛있는 음식 알아보고 예약까지 요구함)까지, 심지어 뮤지컬 티켓팅까지 요구했다고 밝혀져 논란이 되고 있다.

### 자신 비서 취업 청탁이 직권남용·강요죄 해당 논란
최경환은 **대 국회의원 당시 산업통상자원위원회에 속하였는데, 이는 산업통상자원부 소관에 속하는 의안과 청원 등의 심사 및 법률상 정하여진 직무를 하는 곳이다. 최경환을 비롯한 산업통상자원위원회 위원은 위와 같은 소관 업무에 관하여 법안 제출·심사를 비롯한 입법, 예산안 심의·확정, 추가경정예산안 편성, 국정감사 등의 권한을 행사하며, 국정감사와 관련하여서는 소속 기관에 관련 보고 또는 서류의 제출, 증인이나 참고인의 출석요구 등을 할 수 있고 감사결과에 따라 제도개선이나 예산조정 등 시정 요구를 통해 소속 기관을 통제하고 있다.
한편 중소기업진흥공단은 중소기업청 산하 기관으로서 국회 산업통상자원위원회 소속 기관이므로 매년 산업통상자원위원회의 국정감사를 받는데, 2013년 산업통상자원위원회 국감의 주요 감사사항 중 하나로 ‘소속기관의 인사관리 등 기관운영에 관한 사항’이 포함되어 있고, 국회의원으로서 위 위원회의 위원인 최경환은 집권당의 원내대표이자 장관급 선출직 공무원으로서 소속 상임위원회에 소속된 중소기업진흥공단의 업무에 대해 위와 같이 사후적 관리·감독 권한을 행사하며, 경우에 따라 그 중소기업진흥공단의 예산과 사업과 관련하여 불이익을 줄 수 있는 등 사실상 직무에 영향을 미칠 수 있는 위치에 있었다.
황FF는 2009년경부터 2013년 3월경까지 최경환의 ○○ 지역구 후원회 사무실에서 인턴으로 근무하면서 후원금 관리나 지역 민원 접수 등의 보조업무를 담당하였고, 201*. *.경부터 중소기업진흥공단 대○○○연수원 청년○○○○○○에서 파견직으로 근무하다 201*. *. *. 중소기업진흥공단 신규직원으로 입사하여 근무하다 201*. **. **. 퇴직한 사람이다.
최경환의 비서관인 정HH는 최경환의 지역사무소장인 오II 등과 함께 2013년 1월경 평소 친분이 두터운 중소기업진흥공단의 마케팅처장인 전JJ에게 황FF의 채용을 부탁하면서 최경환 의원 쪽 사람이라는 것을 중소기업진흥공단의 인사라인에 이야기해 달라고 요청하고, 이에 따라 전JJ는 운영지원실장 권KK 등에게 최경환 의원실의 부탁이라며 황FF 채용을 요청하였다.
그러나 황FF를 합격시키고자 하는 중소기업진흥공단 인사실무자들의 서류전형 점수 조작(2,140등→176등), 인적성검사 성적 조작(164등→146등) 등에도 불구하고, 같은 해 7월 31일 실시한 2차 면접에서 외부 면접위원의 강한 채용반대로 황FF의 채용이 어렵다는 것을 권KK으로부터 보고받은 중소기업진흥공단 이사장 박GG는 황FF를 불합격 처리하기로 하고 이를 피고인 측에게 설명해 주라고 부이사장 김LL에게 지시하였다.
이에 따라 김LL는 최경환의 사무실에 전화하여 황FF의 불합격 사실을 알렸으나, 최경환의 보좌관 성명불상으로부터 ‘박GG 이사장이 직접 와서 최경환에게 보고하라.’는 취지의 말을 듣고 박GG에게 위와 같은 피고인 측의 입장을 전달하였다.
최경환은 2013년 8월 1일 11:14부터 같은 날 11:33 사이에 서울 영등포구 의사당대로 1에 있는 국회 본관 △△△당 원내대표실에서, 황FF의 불합격 처리예정 사실을 직접 의원님께 보고 드리라는 요구에 따라 최경환의 사무실을 방문한 박GG로부터 “이번에 지원한 황FF에 대하여 이리저리 많이 살펴보았지만, 이번에는 어려울 것 같습니다. 면접을 봤는데, 외부위원 반발이 심하여 죄송하지만, 불합격 처리하여야 할 것 같습니다.”라는 말을 듣고서 반말로 박GG에게 “그냥 해, 내가 결혼도 시킨 아이인데, 성실하고 괜찮으니까 믿고 한 번 써봐.”라고 말하였다.
계속하여 최경환은 불합격 처리의 뜻을 굽히지 않던 박GG로부터 재차 “외부위원이 강하게 반발해서 외부에 알려지면 오히려 의원님께 누가 될 수도 있습니다. 비정규직으로 1년 더 근무하다가 내년에 다시 응시하는 것이 어떻겠습니까.”라고 황FF의 채용이 어렵다는 말을 듣게 되자 고압적인 자세와 말투로 박GG에게 “알았어, 괜찮아, 그냥 해.”라고 반말을 하며 2차 면접 결과 불합격 처리하기로 정하여진 황FF를 중소기업진흥공단의 신규직원으로 합격 처리할 것을 강하게 요구하였다.
이에 따라 박GG는 집권 여당의 원내대표이자 국회 산업통상자원위원회 위원인 최경환으로부터 요구받은 황FF의 합격처리 요구를 따르지 않을 경우 중소기업진흥공단의 예산안이나 업무 분담, 국정감사 등 각종 현안에 불이익을 당할 위험이 있다는 우려를 하게 되어, 같은 날 중소기업진흥공단 사무실로 돌아와 권KK에게 “최경환 의원님이 결혼까지 시킨 아이라고 하는데, 그냥 해야 안 되겠나. 그대로 해.”라는 취지로 말하는 등 황FF를 합격시키도록 지시하여 황FF가 같은 달 2월경 중소기업진흥공단의 2013년도 하반기 신규직원 공개경쟁채용에 최종 합격하게 하였다.
최경환은 위와 같은 일로 국회의원으로서의 직권을 남용함과 동시에 위와 같이 두려움을 느낀 피해자 박GG로 하여금 황FF를 부당하게 합격시키도록 함으로써 의무 없는 일을 하게 하였다며 2017년 3월 20일 수원지방검찰청 안양지청은 최경환을 직권남용권리행사방해, 강요 죄로 불구속 기소했다.
2018년 10월 5일 수원지방법원 안양지원 형사1부는 최경환의 직권남용권리행사방해, 강요 죄에 대해 무죄를 선고했다. 재판부는 "채용을 요구했을 뿐 이를 따르지 않을 경우 공단이나 이사장에게 불이익을 주겠다고 한 증거가 없다"며 "채용 요구를 받은 이사장도 최경환에 대한 실망감과 분노를 느꼈을 뿐 의사결정에 방해를 느낄 정도까지 공포감을 느낀 것은 아니었다"고 판시했다.
2023년 3월 16일 특정인 채용 부탁이 직권에 포함되지 않는다는 원심 판결을 수긍하며 최경환에게 상고를 기각해 무죄를 선고한 원심을 확정했다.

## 가족
- 배우자: 장인숙
- 자녀: 1남 1녀

## 역대 선거 결과
|  | 63.27% |

|  | 78.47% |

|  | 63.60% |

|  | 69.63% |

|  | 42.27% |

## 소속 정당
| 소속 정당 | 소속 정당  | 소속 기간 | 비고      |
| --------- | ---------- | --------- | --------- |
|           | 한나라당   | 2002~2012 | 정계 입문 |
|           | 새누리당   | 2012~2017 | 당명 변경 |
|           | 자유한국당 | 2017~2019 | 당명 변경 |
|           | 무소속     | 2019~2025 | 당적 상실 |
|           | 국민의힘   | 2025~현재 | 복당      |

## 같이 보기
- 경산시·청도군
- 경산시의 국회의원
- 청도군의 국회의원
- 경산시 (선거구)
- 대한민국의 산업통상자원부 장관
- 대한민국의 기획재정부 장관
- 대한민국의 경제부총리
- 대한민국의 국무총리